# Numeral
În gramatica tradițională, numeralul este o clasă de cuvinte omogenă din punct de vedere semantic, exprimând ideea de număr, dând indicații de cantitate, dar eterogenă în privința morfologiei și a funcțiilor sintactice ale acestor cuvinte, care se comportă, în diferite situații, fie ca adjective, fie ca substantive, fie ca pronume, fie ca adverbe, în funcție de specia de numeral despre care este vorba, dar și în cadrul unor anumite specii pot avea mai multe valori morfologice. Din această cauză, pe când numeralul este considerat o parte de vorbire în unele gramatici, în altele i se contestă această încadrare și o parte din numerale sunt incluse printre pronume, altele printre adjective, sau se evită integrarea lui în structuri morfologice regulate.
În unele gramatici, numeralul este inclus în clasa mai cuprinzătoare a determinanților abstracți, de care mai aparțin articolele și adjectivele pronominale. Unii autori includ o categorie de numerale, cele cardinale, în clasa cuantificatorilor, din care mai fac parte pronumele și adjectivele nehotărâte cantitative, articolul hotărât sau substantivele la plural nedefinite. În gramatici ale limbii franceze, numeralul cardinal este inclus în ambele clase.
Gramaticile care delimitează o clasă a numeralelor nu sunt unitare în ceea ce privește categoriile de cuvinte ce dau indicații de cantitate de inclus în această clasă. Astfel, unele lucrări anglofone sau maghiare includ în ea și pronumele și adjectivele pronominale nehotărâte care exprimă cantități, ex. niciun, câțiva, mulți. În această idee, numeralele se împart în două categorii principale: definite și nedefinite.
Numerale există practic în toate limbile, deși unele au foarte puține, de pildă limba pitjantjatjara din Australia, numai cele corespunzătoare lui „unu”, doi și trei. Numai despre o singură limbă se știe că nu are numerale, pirahã din Amazonia.

## Categorii de numerale
Numeralele pot fi grupate după mai multe criterii. În unele limbi sunt specii de numerale care nu sunt în altele, iar în cadrul gramaticii unei limbi date, ele sunt grupate în funcție de viziunea gramaticienilor, în principal după cum pun accentul pe aspectul semantic sau pe cel morfosintactic.

### Din punct de vedere etimologic
În gramatica românească se întâlnește o clasificare a numeralelor după etimologia lor:
- moștenite din limba latină: unu(l) – una (un – o), doi – două, trei, patru, cinci, șase, șapte, opt, nouă, zece, mie, întâi;
- împrumutate:
  - din limba franceză: milion, miliard, bilion, trilion, secund;
  - din latină: prim, ultim;
- formate pe terenul limbii române, prin compunere, din numerale moștenite și împrumutate + prepoziții, conjuncții, articole posesive, articole hotărâte enclitice și particula -a (aceasta numai la forma de masculin), ex. unsprezece, doisprezece, treisprezece, douăzeci, treizeci, patruzeci, cincizeci și unu, cincizeci și doi etc.; al doilea – a doua, al treilea – a treia, al patrulea – a patra etc.

### Din punct de vedere formal
Numeralele simple sunt formate dintr-o singură unitate de expresie. Exemple:
ro  unu(l) – una, doi – două, zece, mie, sută, milion etc.;
fr  un – une „unu(l) – una”, deux „doi – două”, vingt „douăzeci”, cent „sută”, mille „mie” etc.;
en  one „unu(l) – una”, second „al doilea–a doua”, twice „de două ori”, twenty „douăzeci”, thousand „mie”, million „milion”;
hu  egy „unu(l) – una”, kettő „doi – două”, harminc „treizeci”, negyedik „al patrulea – a patra”, tízszer „de zece ori”, nyolcad „optime”;
BCMS jedan „unu(l)”, dva „doi”, deset „zece”, sto sau stotina „sută”, tisuća sau hiljada „mie” etc.
Numeralele compuse sunt alcătuite din două sau mai multe unități de expresie, fie unite într-un singur cuvânt, fie cu cratimă, fie în cuvinte aparte, în funcție de ortografia limbii în cauză:
ro  unsprezece, patruzeci, șaizeci și opt, al zecelea – a zecea etc.;
fr  vingt-deux „douăzeci și doi – două”, trois cents „trei sute”, deux mille „două mii”, quatre-vingts „optzeci”, deux mille trente „două mii treizeci” etc.;
en  one hundred and two „o sută doi”, five hundred and ninety-six „cinci sute nouăzeci și șase”, twenty-first „al douăzeci și unulea – a douăzeci și una” etc.;
hu  tizenegy „unsprezece”, harmincegy „treizeci și unu”, háromszáznyolcvanhat „trei sute optzeci și șase”, hatezer-hatszázhatvanhat „șase mii șase sute șaizeci și șase” etc.;
BCMS jedanaest „unsprezece”, četrdeset „patruzeci”, tristo/trista sau tri stotine „trei sute”, dvadeset devet „douăzeci și nouă”, trista sedamdeset i tri „trei sute șaptezeci și trei” etc.

### Din punct de vedere semantic
Din acest punct de vedere, numeralele se împart în mai multe clase. Gramaticile tradiționale grupează numeralele în principal din acest punct de vedere, precizând pentru fiecare specie valorile morfologice (adjectivală, substantivală, pronominală sau adverbială) și funcțiile sintactice pe care le pot avea numeralele care sunt de acea specie. Criteriul morfosintactic intervine în general pentru a delimita speciile care au o singură valoare morfologică.
În unele gramatici românești, de exemplu, se disting numeralele cardinal, ordinal, fracționar, multiplicativ, distributiv și colectiv. Unii autori adaugă la acestea numeralul adverbial. Alții subîmpart numeralul cardinal în propriu-zis, colectiv, distributiv, fracționar, multiplicativ și adverbial, considerând numeralul ordinal o clasă fără subclase. Iarăși alții, pe lângă numeralul cardinal împărțit în subclasele amintite, împart și numeralul ordinal în propriu-zis și adverbial.

#### Numeralul cardinal

##### Numeralul cardinal propriu-zis
Acest tip de numeral exprimă un număr întreg ori însușirea numerică a obiectelor sau fenomenelor, în această din urmă calitate exprimând despre câte unități din acestea este vorba. Exemple în română: unu(l) – una, doi – două, trei, patru, unsprezece, doisprezece, treisprezece, douăzeci și unu, douăzeci și doi, trei prieteni, șase bărci, nouă ore, treizeci și cinci de luptători etc..
Există diferențe între limbi în ceea ce privește formarea numeralelor corespunzătoare numerelor din cele corespunzătoare cifrelor, în sensul transparenței înțelesului numerelor. În general, în limbile chineză, japoneză sau coreeană, numeralele care denumesc numerele între 11 și 99 sunt în mod sistematic mai transparente decât în engleză sau în alte limbi europene, după cum se vede în tabelul comparativ de mai jos.
| Număr | Engleză     | Japoneză   | Traducere literală din ja , zh și ko |
| ----- | ----------- | ---------- | ------------------------------------ |
| 11    | eleven      | jū-ichi    | zece-unu                             |
| 12    | twelve      | jū-ni      | zece-doi                             |
| 13    | thirteen    | jū-san     | zece-trei                            |
| 20    | twenty      | ni-jū      | doi-zece                             |
| 21    | twenty-one  | ni-jū-ichi | doi-zece-unu                         |
| 22    | twenty-two  | ni-jū-ni   | doi-zece-doi                         |
| 30    | thirty      | san-jū     | trei-zece                            |
| 99    | ninety-nine | kyū-jū-kyū | nouă-zece-nouă                       |

S-au făcut unele teste comparative între copii de clasa întâi americani și cei din Asia de Est și s-a constatat că toți numără la fel de bine între 1 și 10 și peste 99, dar cei asiatici numără mai bine între 11 și 99. Numeralele folosite în Asia de Est, fiind mai transparente, fac copiii să gândească în zeci, în timp ce sistemele mai puțin transparente îi stimulează mai puțin să treacă dincolo de adunarea unităților când numără. Aceasta ar putea fi una din explicațiile performanțelor mai bune la matematică ale copiilor din Asia de Est.
Numeralele cardinale propriu-zise sunt folosite în primul rând cu valoare substantivală, atunci când exprimă cantitatea în mod absolut, fără indicarea cantității unei ființe, a unui obiect sau a unei alte entități, de pildă ca nume de cifre, de numere, în operațiile matematice, ca nume de note școlare, de intervale muzicale etc. În aceste situații pot căpăta caracteristici gramaticale specifice substantivului. De pildă, în română pot fi articulate (treiul, optul, unsprezecele) sau pot avea singular și plural: un opt, mai multe opturi. Exemple în alte limbi:
fr  Seize est un multiple de quatre „Șaisprezece este multiplu de patru”, Sept était un nombre sacré „Șaptele era un număr sacru”;
hu  Három plusz öt egyenlő nyolccal „Trei plus cinci fac opt”.
În BCMS sunt și numerale cardinale numai cu valoare substantivală, derivate de la cele obișnuite propriu-zise, care constituie numele cifrelor: jedinica, trojka, četvorka, petica etc. Exemplu în propoziție: Dobio sam dvojku iz matematike „Am luat (un) doi la matematică”.
Și în maghiară sunt numerale cardinale derivate de la cele cardinale obișnuite, cu sufixul -s, dar acestea pot avea trei valori:
- substantivală, ca nume ale cifrelor sau ale numerelor, de exemplu numele notelor școlare: egyes „unu”, kettes „doi”, hármas „trei”, négyes „patru”, ötös „cinci”[25][13];
- adjectivală: Szálljon át a hetes buszról a negyvenesre! „Schimbați autobuzul șapte cu patruzeci”[26];
- pronominală: Szálljon át a hetes buszról a negyvenesre!

În română și în alte limbi, numeralele cardinale propriu-zise nederivate sunt cele care pot avea, pe lângă valoarea substantivală, cu aceeași formă, valoare adjectivală sau pronominală (de substitut al substantivului):
ro  Doi băieți au venit (valoare adjectivală, atribut) vs. Doi au venit (valoare pronominală, subiect);
fr  deux hommes „doi bărbați/oameni” vs. Deux d’entre eux sont arrivés „Doi dintre ei au sosit”;
en  four super prizes „patru super-premii” vs. Four of the passengers were injured „Patru dintre pasageri au fost răniți”.
În maghiară, și cardinalele nederivate pot avea valoare adjectivală sau pronominală în plus de cea substantivală : Tíz szék hiányzik „Lipsesc zece scaune” vs. Tíz hiányzik „Lipsesc zece”.

##### Numeralul colectiv
Acest numeral luat în seamă în gramaticile unor limbi exprimă ideea de însoțire, de grupare a unor entități, având valoare adjectivală sau pronominală.
În română există numeralul moștenit din latină amândoi – amândouă, cel împrumutat din latină ambii – ambele, iar celelalte sunt formate cu prefixul tus- evoluat din adjectivul pronominal nehotărât toți: tustrei, tuspatru, tuscinci, tusșase etc.. În propoziții: Nu semănau amândouă surorile (Alexandru Vlahuță), Ochilă atunci se ia și el după Harap-Alb și pornesc tuscinci înainte (Ion Creangă).
Pentru engleză se întâlnește cu această denumire dozen, ex. în sintagmă, a dozen eggs „o duzină de ouă”.
În gramaticile BCMS sunt considerate colective numeralele folosite pentru grupuri de persoane. Sunt două categorii de asemenea numerale. Pentru grupuri de persoane de ambele sexe se folosesc numerale colective de genul neutru, câteva formate cu sufixul -oje (ex. nas dvoje „noi doi”, oboje „amândoi”), celelalte cu sufixul -oro: dvanaestoro ljudi „doisprezece oameni”, Imao je šestoro dece „Avea șase copii”. De la aceste numerale se formează altele, substantive feminine derivate cu sufixul -ica, numai pentru grupuri de persoane de sex masculin, ex. dvojica „doi”, obojica „amândoi”, trojica „trei”, trideset sedmorica „treizeci și șapte”, Došao je s petoricom drugova (cazul instrumental) „A venit cu cinci prieteni”.

##### Numeralul fracționar
Acest numeral exprimă una din părțile egale în care este împărțit un întreg sau un grup unitar de obiecte, având numai valoare substantivală.
În română, în afară de cuvintele jumătate și sfert, numeralele fracționare sunt derivate din numeralele cardinale propriu-zise cu sufixul -ime. Exemple: o treime din elevi, un sfert de pâine, două cincimi dintre cei prezenți, o șesime dintr-o clasă.
În franceză există cuvintele demi (m.) sau demie (f.) „jumătate”, moitié „jumătate”, quart „sfert” și tiers „treime”, iar celelalte numerale fracționare sunt identice cu cele ordinale, având sufixul -ième, ex. cinquième „cincime”, deux dixièmes de millimètre „două zecimi de milimetru”, quinze centièmes de seconde „cincisprezece sutimi de secundă”.
În engleză, majoritatea numeralelor fracționare sunt de asemenea aceleași ca cele ordinale, derivate cu sufixul -th (ex. four fifths „patru cincimi”, fifteen sixteenths „cincisprezece șaisprezecimi”), în afară de half „jumătate”, third (și ordinal) „treime” și quarter „sfert”.
În maghiară, aceste numerale provin tot din ordinale, dar cu sufixul acestora, -dik, redus la -d (ex. harmad „treime”, negyed „pătrime”, négyötöd „patru cincimi”) în afară de fél „jumătate” și másfél „un/o … și jumătate”.
În BCMS, fracțiile sunt exprimate, unul prin cuvântul polovina „jumătate”, iar majoritatea numeralelor fracționare sunt derivate de la numeralele ordinale (vezi mai jos) cu același sufix ca polovina (-ina), ex. trećina „treime”, četvrtina „pătrime”, petina „cincime”, pet osmina „cinci optimi”. Unele se derivă cu sufixul -inka, ex. stotinka „sutime”.

##### Numeralul distributiv
Acest numeral luat în seamă în unele gramatici exprimă repartizarea în grupe conținând același număr de entități.
În română este o locuțiune formată din adverbul câte + numeralul cardinal: câte unu(l)/una, câte doi/două, câte trei, câte patru, câte cinci etc.. În propoziții: Propun să formăm grupuri de lucru de câte patru, Copii, mergeți doi câte doi!
În gramatici franceze este numită „numeral distributiv” construcția numeral cardinal + prepoziția par + numeralul cardinal repetat, ex. un par un „unul câte unul, deux par deux „doi câte doi / două câte două”, trois par trois „trei câte trei”.
În gramatici ale limbii engleze se găsesc cu această denumire construcții formate din numeral cardinal + substantivul care denumește entitatea a cărei cantitate se exprimă + cuvinte precum apiece „bucata”, each „fiecare”, per person „de persoană”, ex. They will receive six books each „Vor primi câte șase cărți”.
În maghiară, numeralul distributiv se formează prin reduplicarea numeralului cardinal: egy-egy „câte unu(l)/una”, hat-hat „câte șase” etc.

##### Numeralul cardinal adverbial
Cu această denumire se găsesc în gramatici românești locuțiunile care arată de câte ori se îndeplinește precis o acțiune (numărul de ocurențe ale unui eveniment) sau de câte ori însușirea (sau caracteristica) exprimată de un adjectiv (sau de un adverb) este superioară sau inferioară altei însușiri (sau caracteristici), adică în construcții comparative. Sunt formate din prepoziția de + numeral cardinal propriu-zis + ori (pluralul lui oară): de două ori, de trei ori, de patru ori, de cinci ori, de șase ori etc., lui unu corespunzându-i o dată. În propoziții: Țârrr! Telefonul a sunat o dată; Bang! Bang! Bang! Gongul a bătut de trei ori.
În gramatici ale limbii engleze, corespondentele acestora se întâlnesc cu denumirea de numerale iterative. Acestea sunt cuvintele once „o dată”, twice „de două ori”, thrice „de trei ori” și sintagmele formate din numeralele cardinale propriu-zise + substantivul times „ori”: three times „de trei ori”, ten times „de zece ori” etc. În propoziții: You've told me that same story three times now „Mi-ai spus povestea asta de trei ori deja”, You're looking ten times better than you did yesterday „Arăți de zece ori mai bine decât ieri”.
În maghiară, acest tip de numeral este format cu sufixul -szor/-szer/-ször: egyszer „o dată”, kétszer „de două ori”, háromszor „de trei ori”, ötször „de cinci ori” etc.. În construcții comparative: ötször nagyobb „de cinci ori mai mare”, tízszer kevesebb „de zece ori mai puțin”.
În limba maghiară se mai formează de la cardinale propriu-zise numerale cu valoare numai adverbială cu sufixul -an/-en, care exprimă numărul de persoane care participă la ceea ce exprimă verbul: Öten szálltunk be az autóba „Am urcat cinci în mașină”, Százan jelentkeztek az állásra „S-au prezentat o sută pentru locul de muncă”.
În unele gramatici, echivalentele numeralelor cardinale atributive nu sunt incluse printre numerale. În franceză este vorba de sintagma numeral cardinal propriu-zis + substantivul fois „oară, ori”: une fois „o dată”, deux fois „de două ori”, cent fois „de o sută de ori” etc..
În gramatici BCMS, echivalentele lor sunt incluse printre locuțiunile adverbiale cu structura numeral cardinal + substantivul put, folosite pentru numărul de ocurențe ale unui eveniment (ex. jedan put „o dată”, dva puta „de două ori”, tri puta „de trei ori”, sto puta „de o sută de ori” etc.), dar în construcții comparative acestea devin cuvinte compuse: jedanput „o dată”, dvaput „de două ori”, triput „de trei ori”, stoput „de o sută de ori” etc..

##### Numeralul multiplicativ
Numeralul multiplicativ luat în seamă în unele gramatici exprimă o creștere cantitativă, proporțională și precisă, prin înmulțire.
În română are valoare adjectivală sau adverbială, fiind format prin derivare parasintetică din numerale cardinale propriu-zise, cu prefixul în- și sufixul participial -it: îndoit(ă), întreit(ă), încincit(ă), înșesit(ă), înșeptit(ă), înzecit(ă), însutit(ă), înmiit(ă), un câștig întreit, a plătit îndoit. Cu valoare adverbială, acestea sunt sinonime cu numeralele adverbiale.
În franceză, numeralele multiplicative sunt împrumutate din limba latină, având valoare adjectivală și substantivală, ex. simple „simplu/simplă”, double „dublu/dublă”, triple „triplu/triplă”, quadruple „împătrit(ă)”, quintuple „încincit(ă)”. În sintagme: une somme double „o sumă dublă”, le double de la somme „dublul sumei”. Acestea sunt împrumutate și de română, mai ales în variantele oficiale ale limbii.
În engleză, sufixul de formare a acestor numerale este -fold, ex. eightfold „de opt ori”, threefold problem „o problemă întreită, o triplă problemă”. Acestea au și valoare atributivă, ex. to increase tenfold „a crește de zece ori”. Se folosesc și în engleză numeralele multiple împrumutate din latină, ex. double fault „o dublă greșeală”.
În BCMS, acest numeral este format cu elementul de compunere -struk(i) (m.), -struka (f.), -struko (neutru). La masculin și la feminin are numai valoare adjectivală, ex. dvostruk „îndoit”, stostruk „însutit”, iar la neutru atât adjectivală, cât și adverbială, ex. jednostruko „o dată”, dvostruko „de două ori”. Aceste forme sunt sinonime cu jedanput, dvaput etc. (vezi secțiunea precedentă), fiind folosite în construcții comparative.

##### Exprimarea aproximației numerice
Aproximația numerică se exprimă în primul rând prin diverse sintagme ce conțin numerale cardinale propriu-zise. În română se întâlnesc:
- alăturarea unor numerale apropiate: trei-patru zile;
- cuvinte și locuțiuni care exprimă aproximația + numeral: aproximativ/ cam/ circa/ vreo/ în jur de/ aproape/ până la/ spre/ sub/ mai puțin de/ peste/ mai bine de/ mai mult de 30 de oameni;
- numeral + locuțiuni care exprimă aproximația: o sută și ceva/ și mai bine/ și mai mult;
- numeral + până la + numeral: 10 până la 20 de vizitatori;
- între + numeral + și + numeral: între 10 și 20 de vizitatori.

În unele limbi sunt și numerale cardinale derivate cu sufixe care exprimă aproximația.
În franceză, unul este format cu sufixul -ier, de la mille „mie”, iar celelalte cu sufixul -aine: dizaine (10), quinzaine (15), vingtaine (20), trentaine (20), quarantaine (40), cinquantaine (50), soixantaine (60), centaine (100). Cel mai adesea sunt folosite la singular cu articolele nehotărâte une (singular) și des (plural). În propoziții: Il a offert une dizaine de roses à sa mère „I-a oferit vreo zece trandafiri mamei sale”, Il y avait des centaines de manifestants dans les rues „Erau sute de manifestanți pe străzi”.
În BCMS, sufixul lor de formare este -ak: dvadesetak kuća „vreo douăzeci de case”, petnaestak malih dječaka „vreo cincisprezece copilași”, pedesetak koraka „vreo cincizeci de pași”, tridesetak dugih godina „vreo treizeci de ani lungi”.

#### Numeralul ordinal

##### Numeralul ordinal propriu-zis
Numeralele ordinale propriu-zise exprimă ordinea numerică a ființelor, obiectelor sau a altor entități în spațiu, în timp sau într-o ierarhie.
În română, în afară de primul – prima, întâiul – întâia, numeralele ordinale se formează din articolul posesiv al + numeralul cardinal corespunzător + articolul hotărât -le + particula -a. Variațiile de gen se realizează cu ajutorul formelor corespunzătoare de masculin și feminin singular ale articolului posesiv și prin suprimarea, la feminin, a articolului -le, ex. al douăzecilea – a douăzecea, al doilea (rând), a doua (încercare), al treilea (cerc,), a treia (mașină), al o sută douăzeci și unulea (stâlp), a o sută douăzeci și una (cerere) etc. Numeralul ordinal este adesea însoțit de articolul demonstrativ + prepoziția de, mai ales când trebuie declinat, căci fără acesta este invariabil: cel de al doilea, cartea celui de al doilea, dau celui de al doilea.
În franceză, în afară de premier – première „primul – prima” și second(e) „al doilea – a doua”, numeralele ordinale sunt derivate de la cele cardinale cu sufixul -ième, ex. deuxième [sinonim cu second(e)], troisième „al treilea – a treia”, quatrième „al patrulea – a patra”, vingt et unième „al douăzeci și unulea – a douăzeci și una”. În propoziție: Nous habitons au sixième (étage) „Locuim la etajul al șaselea”.
În engleză, în afară de first „primul – prima”, second „al doilea – a doua” și third „al treilea – a treia”, aceste numerale sunt derivate tot de la cardinale, cu sufixul -th: fourth „al patrulea – a patra”, hundredth „al o sutălea – a suta” etc. În propoziție: The third and fourth adult passengers in your car can travel free „În mașina dv., al treilea și al patrulea pasager adult pot călători gratis”.
În maghiară, ordinalele sunt derivate de la cardinale cu sufixul -dik, în afară de primele două: első „primul – prima” nu are ca bază un numeral și este derivat cu alt sufix, iar második „al doilea – a doua” nu este derivat de la un numeral. Altele sunt harmadik „al treilea – a treia”, huszonegyedik „al douăzeci și unulea – a douăzeci și una” etc.. Cu asemenea numerale se exprimă în această limbă și datele, ex. február huszonkettedike „22 februarie” (literal „a douăzeci și doua a lui februarie”).
În BCMS, sistemul de formare este analog cu cele trei precedente. Numeralele ordinalele sunt derivate cu sufixele și totodată desinențele cazuale -i (m.), -a (f.), -o sau -e (n.), acestea fiind cele de nominativ singular. Primele două nu provin de la numerale, iar câteva prezintă neregularități în derivare. Exemple: prvi – prva – prvo „primul – prima”, drugi – druga – drugo „al doilea – a doua”, treći– treća – treće „al treilea – a treia”, četvrti/četvrta/četvrto „al patrulea – a patra”, peti – peta – peto „al cincilea – a cincea”, dvanaesti – dvanaesta – dvanaesto „al doisprezecelea – a douăsprezecea”. În sintagme: prva kiša „prima ploaie”, treći razred „clasa a treia”, dvadeset osma ulica „a douăzeci și opta stradă”.
În limbile menționate în această secțiune, numeralele ordinale propriu-zise au toate caracteristicile adjectivelor, fiind cu această valoare atribute, dar pot avea și valoare pronominală, substituind substantivul determinat. Exemple:
ro  (Cel de) al doilea copil a venit vs. (Cel de)  al doilea a venit;
fr  Nous habitons au sixième étage „Locuim la etajul șase” vs. Nous habitons au sixième „Locuim la șase”;
hu  A második emeletre megyünk „Mergem la etajul doi” (lit. „al doilea”) vs. A másodikra megyünk „Mergem la doi”.

##### Numeralul ordinal adverbial
Acest numeral arată a câta oară se îndeplinește o acțiune sau se manifestă o calitate.
În română se construiește la fel ca numeralul cardinal adverbial, ex. întâia/prima oară/dată, a doua oară, Am reușit de prima oară. Altă locuțiune adverbială este formată din în + numeralul ordinal propriu-zis + substantivul rând, folosită mai ales în serii de argumente și de întrebări: în primul rând, în al doilea rând etc..
În franceză, echivalentul primei locuțiuni se formează de asemenea ca numeralul cardinal adverbial: la première fois „prima oară” etc.. Echivalentul celei de-a doua locuțiuni este numeralul cardinal derivat cu sufixul general de formare a adverbelor, -ment, ex. premièrement „în primul rând”, deuxièmement sau secondement „în al doilea rând”, troisièmement „în al treilea rând”.
În maghiară, numeralul ordinal adverbial este derivat de la numeralul ordinal propriu-zis fără partea -ki a sufixului său, la care se adaugă același sufix ca la numeralul cardinal adverbial: először „prima oară”, másodszor „a doua oară”, tizenegyedszer „a unsprezecea oară”. În propoziție: Ma már negyedszer találkozom veled „Deja a patra oară mă întâlnesc azi cu tine”.
În BCMS, echivalentul locuțiunii de tipul „în primul rând” este forma de nominativ neutru singular a numeralelor ordinale, ex. Prvo, to je stvarno moguće, drugo, to je vjerojatno i treće, to se baš tako dogodilo „În primul rând, este într-adevăr posibil, în al doilea rând, este probabil și, în al treilea rând, chiar așa s-a întâmplat”.

#### Interferențe semantice între categorii de numerale
În unele limbi, anumite numerale exprimă uneori altă idee numerică decât cea pe care o exprimă în principal.
Astfel, în română există tendința de a folosi numerale cardinale propriu-zise în locul celor ordinale propriu-zise, ex. kilometrul 19, mila 23, paralela 36, regimentul 33, escadronul 2, numărul unu, articolul 214, legea 18, pagina 380.
În franceză se întâlnește de asemenea o astfel de folosire a unor numerale cardinale propriu-zise: livre trois „cartea a treia”, acte quatre „actul patru”, Louis XIII (treize) „Ludovic al XIII-lea” etc.
Alt caz de interferență este cel în care numeralul cardinal propriu-zis nu exprimă un număr precis, ci unul nedeterminat, ex. fr  Attendez une seconde „Așteptați o secundă”, Il habite à deux pas „Locuiește la doi pași”, répéter vingt/cent/mille fois la même chose „a repeta același lucru de douăzeci/ o sută/ o mie de ori”.